# 投籃命中率
投籃命中率，是指籃球的投籃出手數與命中數的比率。 縮寫為FG%。投籃命中率的計算有包含三分球，雖然三分球命中率通常會單獨計算，一般以0.000到1.000的範圍來表示，而不是使用0到100%的方式。投籃命中率越高表示得分的效率越高。在籃球比賽中，投籃命中率達到0.500 (50%)以上會認為命中率良好，不過這個標準不適用於所有位置。後衛的投籃命中率通常低于前鋒和中鋒。投籃命中率不能完全體現球員的技術，但投籃命中率過低可能表示球員進攻能力較差或是有很多高難度出手。在NBA ，俠客·歐尼爾生涯的投籃命中率很高（約0.580），因為他的出手集中在籃下，上籃和灌籃的比例很高。後衛艾倫·艾佛森的投籃命中率就比較低（大約 0.420），因為他承擔了球隊大部分的投籃，即使是高難度投籃也要出手。
目前NBA生涯最高的投籃命中率為0.675，由德安德鲁·喬丹保持  。單季最高投籃命中率是纽约尼克隊中鋒米契爾·羅賓遜的0.742，該紀錄是在2019-20縮水賽季期間所創造 。在羅賓遜之前，NBA名人堂球員威爾特·張伯倫保持著最高的投籃命中率， 達到0.727，在1971-1972所創  。
1960年代中後期之前，NBA的投籃命中率是相對較低的。 因此，許多早期的NBA球星命中率都很低，比如鮑伯·庫西只有0.375，而喬治·麥肯，鮑伯·派提特和比爾·羅素的生涯投籃命中率分别只有0.404，0.436和0.440， 遠低於之後的球員。 
三分球命中率通常會作為另外的統計數據。縮寫是3FG% 。 三分命中率達0.400以上的就是非常好的命中率。

## 另見
- 50-40-90俱樂部，一種特殊的球員稱呼，其中有一項標準是投籃命中率至少50%